# Mode Gakuen Cocoon Tower
Mode Gakuen Cocoon Tower (Japans: モード学園コクーンタワー; Mōdo Gakuen kokūn tawā) is een 204 meter hoge wolkenkrabber met in totaal 50 verdiepingen in de Japanse hoofdstad Tokio. Het gebouw bevindt zich in de wijk Nishi-Shinjuku van het district Shinjuku.
In het gebouw zijn drie onderwijsinstellingen gevestigd. Waaronder die voor de mode-beroepsopleidingen van ‌Mode Gakuen. Het gebouw is gegroepeerd in delen van drie verdiepingen met steeds drie lounges van drie verdiepingen hoog. Dit is van buitenaf zichtbaar. De lounges kijken in oostelijke, noordwestelijke en zuidwestelijke richting. Onderdeel van het bouwwerk is het naastgelegen eivormige gebouw waarin o.a. winkels gevestigd zijn.
‌Het ontwerp is geselecteerd d.m.v. een internationale ontwerpwedstrijd waar zo'n vijftig bedrijven aan meegedaan hebben. Toen deze wolkenkrabber in 2008 werd geopend was het het op zestien na hoogste gebouw van Tokyo en het op één na hoogste gebouw ter wereld van een onderwijsinstelling. Het bouwwerk was in 2008 de laureaat van de Emporis Skyscraper Award.